# Remigio Cuminetti
Remigio Cuminetti (Piscina di Pinerolo, 1º luglio 1890. ... – Torino, 18 gennaio 1939) è stato un religioso italiano, responsabile in Italia dei Testimone di Geova, primo renitente alla leva per motivi religiosi in Italia.

## Primi anni
Nato in una famiglia cattolica, fin da bambino svolge le funzioni di chierichetto dimostrando un forte attaccamento alla religione, ma a vent'anni, nel 1910, si avvicina al gruppo dei Testimoni di Geova di San Germano Chisone e per questo motivo entra in contrasto con il padre. Lascia quindi la casa paterna e va ad abitare presso Fanny Lugli, una delle prime testimonii di Geova in Italia, anziana di età che gli fa da madre fino a quando Remigio sposa, il 23 aprile 1925 con rito civile, Geltrude Albina Protti anch'essa testimone di Geova In occasione del matrimonio si tenne anche l'assemblea dei Testimoni di Geova, iniziativa che se non nascosta dal matrimonio sarebbe stata vietata dalla polizia Per sostenersi dal 1911 inizia a lavorare come operaio presso le officine RIV di Villar Perosa, una azienda che allora produceva biciclette, ma che con lo scoppio della guerra passa a produrre mitragliatrici.

## Renitenza alla leva
Gli operai delle industrie militarizzate erano esentati dal servizio militare e dovevano per questo portare uno specifico bracciale; egli però si rifiuta di accettare la qualifica di operaio militarizzato ed anzi inizia a fare proselitismo tra i suoi compagni. Al suo rifiuto ad indossare le divisa il 14 marzo 1916 viene arrestato e tenuto in carcere per due 2 mesi; successivamente viene nuovamente arruolato, ma al suo ripetuto rifiuto ad indossare le divisa militare in ragione della sua fede, viene processato e condannato il 18 agosto 1916 dal tribunale militare di Alessandria a 3 anni e 2 mesi di reclusione, viene incarcerato a Gaeta. Complessivamente, per il suo rifiuto ad arruolarsi,  subisce cinque processi, e viene rinchiuso oltre che del reclusorio di Gaeta, nel carcere di Regina Coeli a Roma e in quello di Piacenza, e poi ne manicomio di Reggio Emilia. Viene alla fine convinto a recarsi al fronte ma con l'esclusivo compito di soccorso ai feriti. Con questo ruolo una volta che un ufficiale ferito incapace di ritirarsi dalla linea del fuoco rischiava di morire, egli è l'unico che ha il coraggio di andarlo a salvare. Per questo gli viene assegnata una medaglia al valor militare che egli però si rifiuta di accettare.
Infine viene amnistiato in base Regio Decreto n. 157, del 21 febbraio 1919 e torna quindi in piena libertà

## Evangelizzazione
Nel 1922 è nominato il rappresentante italiano della Watch Tower Society sostituendo Clara Cerulli, che in quanto donna, è ritenuta meno adatta nel momento di disponibilità di un uomo per quel ruolo. Grazie ad una eredità egli è in condizione di operare a tempo pieno per la sua attività evangelica; assieme alla moglie, igira in tutta l'Italia, puntualmente segnalato dalle autorità di polizia fasciste nelle cui carte sono documentate gran parte delle sue visite ai fratelli e la sua corrispondenza con la sede centrale di Brooklyn della Watch Tower Society.  Anche se agli inizi della 2ª Guerra mondiale i Testimoni di Geova presenti in Italia erano solo circa 150, la sua attività nella diffusione di materiale divulgativo (libri, volantini e Bibbie) è molto ampia. Alla fine del 1924 assieme a Martinelli percorse cinquemila chilometri dal nord al sud d'Italia per visitare i fratelli e distribuire le pubblicazioni. Dai rapporti della questura si viene a sapere che nel 1925 chiede l'autorizzazione alla stampa di un volantino dal nome L'eclesiasticismo sotto accusa, che verrà distribuito in oltre 100.000 copie in tutta Italia secondo quando riferisce la rivista ufficiale La Torre di Guardia nella sua versione inglese. Nel 1928, dopo la firma dei Patti Lateranensi tra il fascismo e la Chiesa cattolica, il Regime irrigidisce i controlli sulle minoranze; viene così vietata la distribuzione delle pubblicazioni dei Testimoni e il controllo sugli adepti diventa più serrato. Alla sua morte, l'anno successivo, la moglie Albina prosegue l'attività di evangelizzazione e viene per questo condannata dal Tribunale speciale a 11 anni

## Riconoscimenti
Nel 1978 durante la discussione parlamentare per la legge sull’obiezione di coscienza ,il suo nome viene citato comprimo e tra gli antesignani dl coloro che hanno rifiutato le armi per motivo religioso